# 네이키드 트루
네이키드 트루(The Naked Truth)는 미국에서 제작된 니코 마스토라키스 감독의 1992년 코미디 영화이다. 로버트 카소 등이 주연으로 출연하였고 니코 마스토라키스 등이 제작에 참여하였다.

## 출연

### 주연
- 로버트 카소
- 케빈 스콘
- 샤논 트위드
- M. 에멧 월쉬

## 제작진
- 미술: 딘즈 W.W. 다니엘슨